# Alegeri legislative în Austria, 1956
Alegerile pentru Consiliul Național Austriac din 13 mai 1956 au fost primele alegeri după încheierea Tratatului de Stat Austriac. Coaliția dintre OVP (condus de Julius Roob) și SPO (condus de Adolf Scharf) a continuat.
Pe buletinul de vot, VdU (Federația Independenței) este înlocuită de FPO, fondată in 1955.
| Partid                               | Locuri(câștigate/pierdute) | Voturi(pierdute/câștigate) |
| ------------------------------------ | -------------------------- | -------------------------- |
| ÖVP (Partidul Popular) (conservativ) | 82 (+9)                    | 46.0 (+4.7)                |
| SPÖ (Partidul Socialist Democratic)  | 74 (0)                     | 43.0 (+0.9)                |
| FPÖ (Partidul Liberal)               | 6 (-8)                     | 6.5 (-4.4)                 |
| KPÖ (Partidul Comunist)              | 3 (-1)                     | 4.4 (-0.9)                 |
| Altele                               | 0 (0)                      | 0.1.                       |